# Marin Ljubičić
Marin Ljubičić (ur. 15 lipca 1988 w Metkoviciu) – chorwacki piłkarz występujący na pozycji pomocnika.

## Kariera piłkarska

### Kariera klubowa
Wychowanek klubu Hajduk Split, w którym w 2006 roku rozpoczął karierę piłkarską. W latach 2008–2010 grał na zasadzie wypożyczenia w NK Zadar, po czym powrócił do drużyny ze Splitu. Latem 2011 podpisał 2-letni kontrakt z Tawriją Symferopol. W maju 2014 opuścił krymski klub. Latem 2014 został piłkarzem DAC 1904 Dunajská Streda.

### Kariera reprezentacyjna
Był reprezentantem chorwackiej młodzieżówki.

## Sukcesy i odznaczenia

### Sukcesy klubowe
- wicemistrz Chorwacji: 2009, 2010
- zdobywca Pucharu Chorwacji: 2010